# Neozavrelia luteola
Neozavrelia luteola är en tvåvingeart som beskrevs av Maurice Emile Marie Goetghebuer och August Friedrich Thienemann 1941. Neozavrelia luteola ingår i släktet Neozavrelia och familjen fjädermyggor. Inga underarter finns listade i Catalogue of Life.